# Sphaeromopsis sei
Sphaeromopsis sei là một loài chân đều trong họ Sphaeromatidae. Loài này được Storey miêu tả khoa học năm 2002.